# Exposition industrielle et commerciale de Düsseldorf

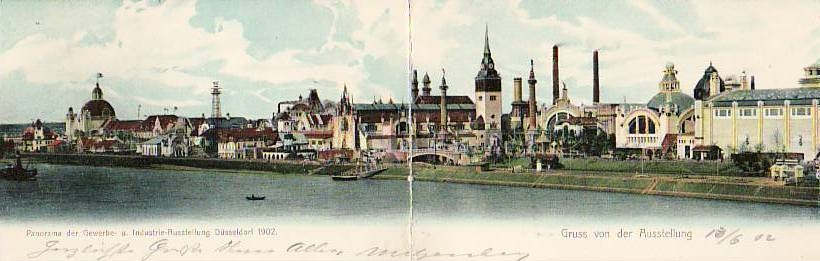
Panorama de l'exposition, vue depuis le pont d'Oberkassel

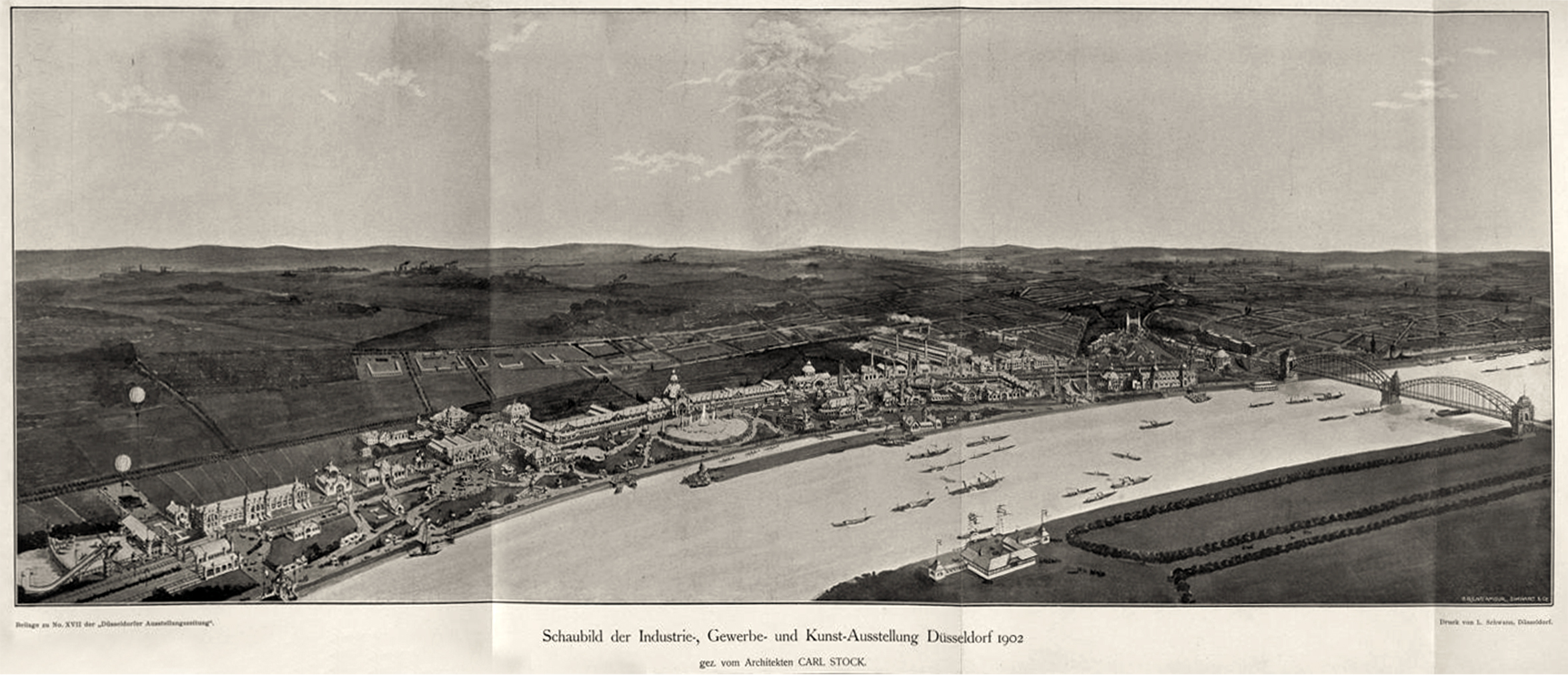
Schéma de l'exposition, vue plongeante 1901

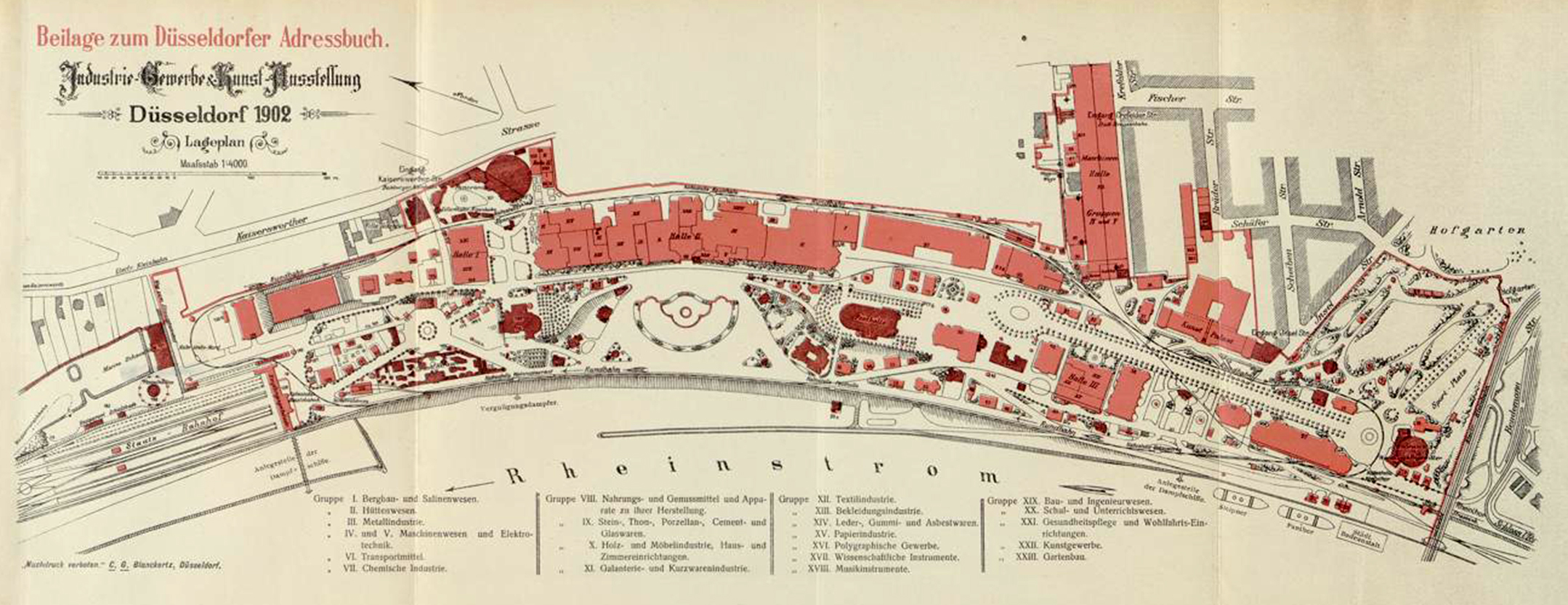
Plan du site, 1902

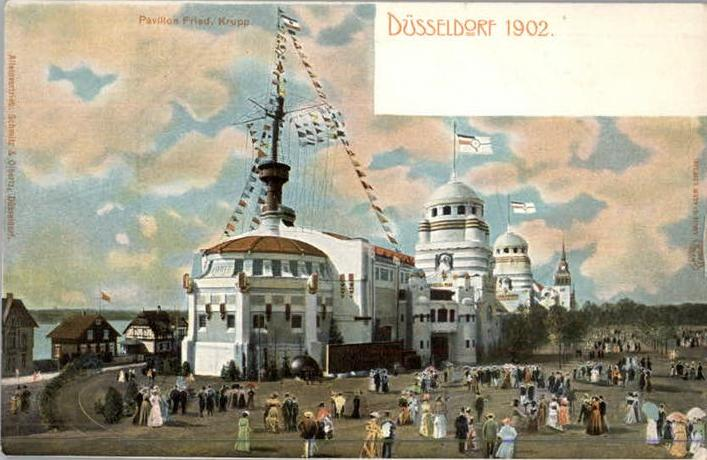
Pavillon Friedrich Krupp avec mât de combat d'un navire de 54 m de haut

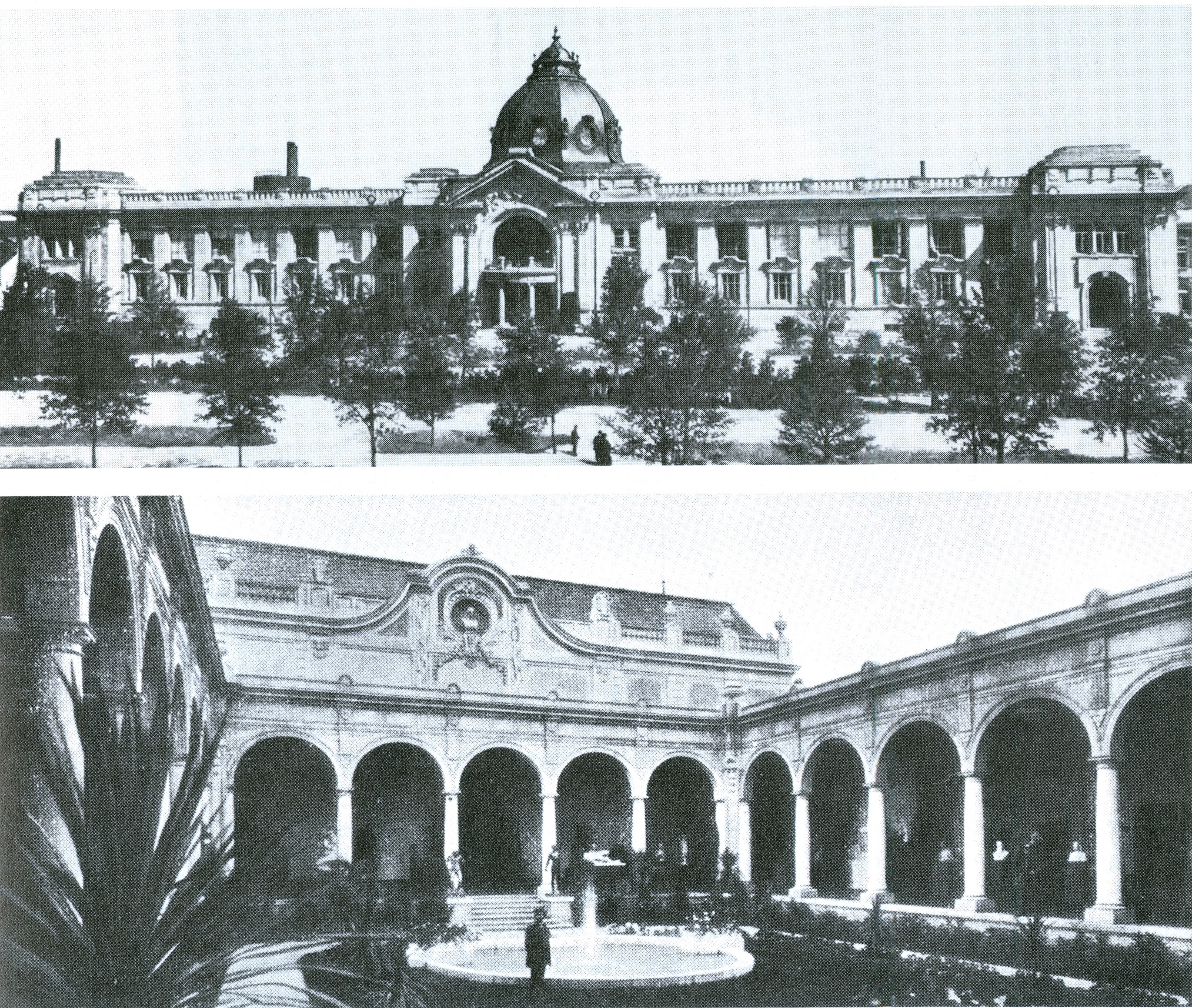
Palais des Arts (Palais des Expositions), construit pour l'Exposition industrielle et commerciale de Düsseldorf en 1902

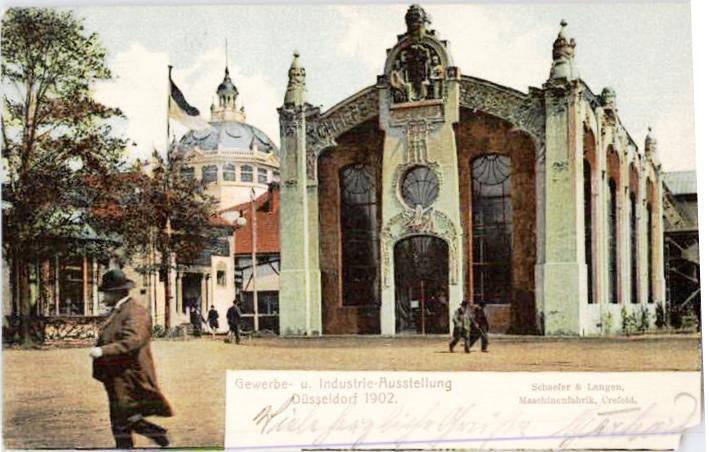
Bâtiment d'exposition de l'usine de machines de Krefeld Schaef & Langen

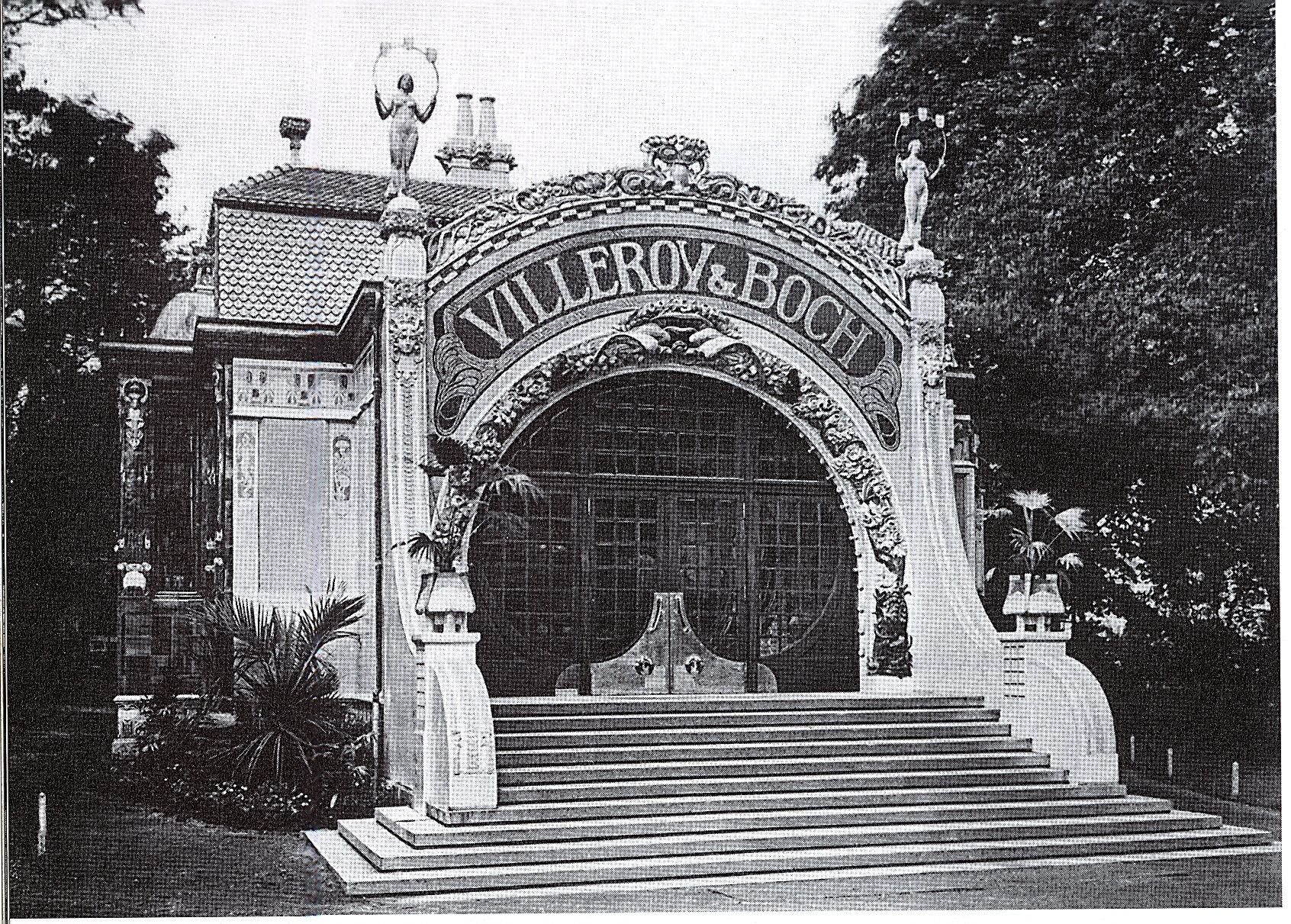
', pavillon d'exposition de Villeroy & Boch

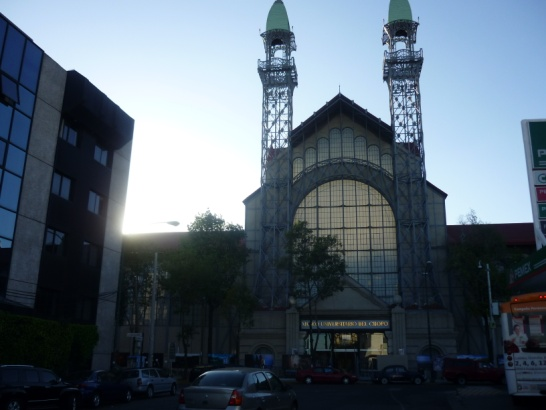
Ancienne salle d'exposition de la Gutehoffnungshütte, aujourd'hui, Mexico

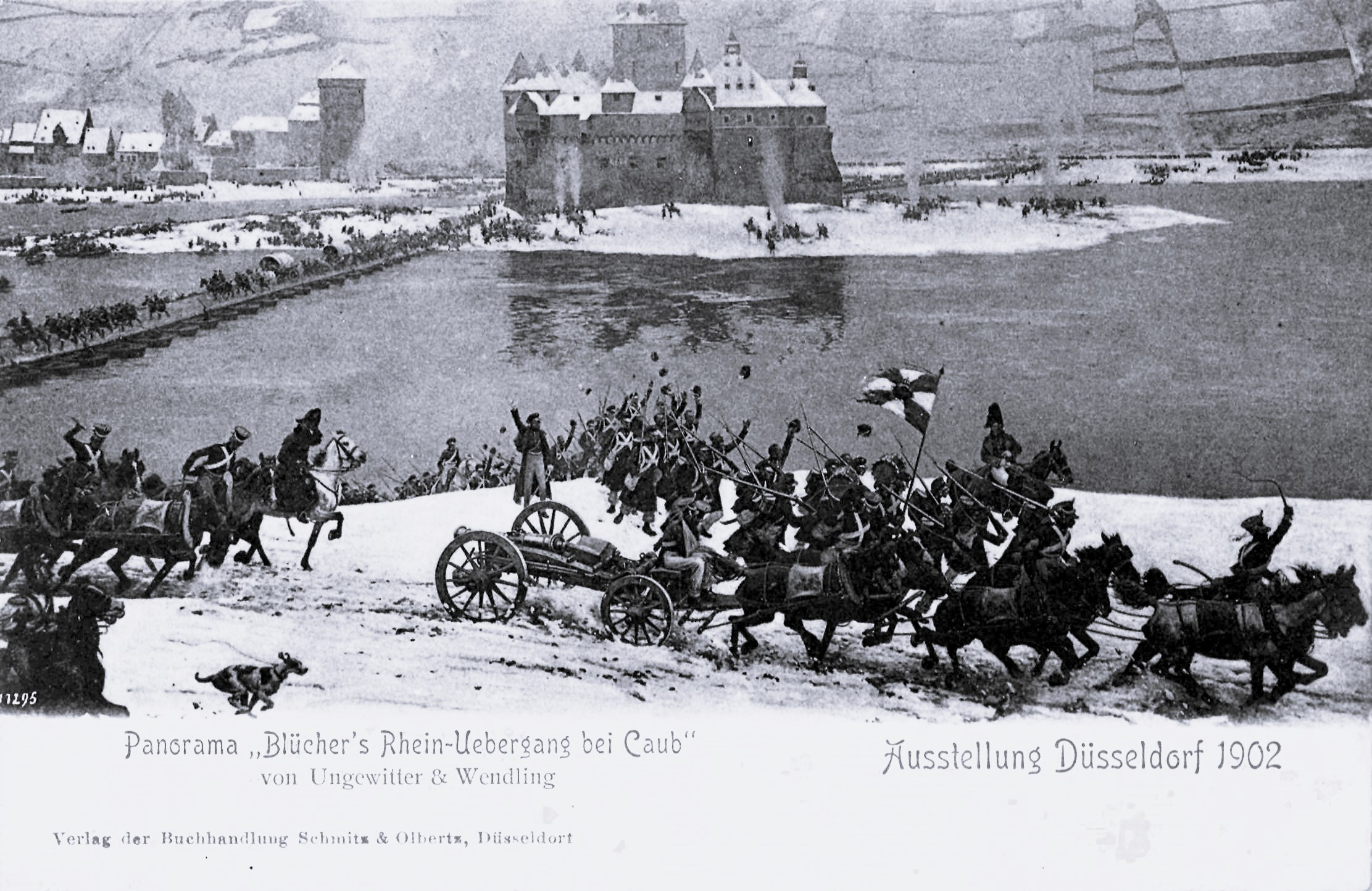
Carte postale montrant une partie du cyclorama de 15 × 120 mètres de la traversée du Rhin de Blücher près de Kaub le 1er janvier 1814, créé à partir de 1898 par Gustav Wendling, Hugo Ungewitter et Max Clarenbach pour la rotonde panoramique

L' Exposition industrielle et commerciale de Düsseldorf (titre complet : Exposition industrielle et commerciale de Rhénanie, de Westphalie et des districts voisins, combinée à une exposition d'art nationale allemande à Düsseldorf en 1902) est une exposition qui s'est tenue à Düsseldorf du 1er mai au 20 octobre 1902 et a attiré environ cinq millions de visiteurs internationaux, dont l'empereur Guillaume II (le 15 août 1902), le prince héritier Guillaume, qui a agi comme patron de l'exposition et l'a inaugurée, le prince héritier siamois Vajiravudh, presque tous les princes allemands au pouvoir, le chancelier impérial Bernhard von Bülow et de nombreux ministres nationaux et étrangers. Le modèle est l'Exposition universelle de Paris en 1900.

## Planification
Les initiateurs de l'exposition sont Fritz Roeber, Georg Oeder, Paul Clemen et Heinrich Lueg (de), qui veulent s'appuyer sur le succès de l'exposition commerciale de Rhénanie, de Westphalie et des districts voisins (de) de 1880, qui a eu lieu dans le jardin zoologique de Düsseldorf-Düsseltal. Lueg, directeur de l'exposition de 1880 et président du conseil d'administration de l'Association centrale du commerce de Rhénanie, de Westphalie et des districts voisins (de), a des premiers entretiens avec l'industriel Friedrich Alfred Krupp, avec son président du conseil d'administration Hanns Jencke (de) et avec le président du district de Düsseldorf, Georg von Rheinbaben, pour obtenir leur soutien au projet. L'engagement de Krupp, considéré comme particulièrement important, est soumis à la condition que les grandes associations professionnelles participent également à l'exposition. Après des négociations appropriées, le groupe du Nord-Ouest de l'Association des industriels allemands du fer et de l'acier (de), l'Association des métallurgistes allemands (de) et l'Association de protection des intérêts économiques communs en Rhénanie et en Westphalie (de) déclarent le 14 août 1898, leur volonté de coopérer. Lueg trouve le soutien en matière de planification en particulier auprès de l'échevin de Düsseldorf et plus tard du maire Wilhelm Marx (de), qui préside la réunion du conseil municipal du 13 décembre 1898 traitant du projet d'avancement des rives du Rhin (de). Grâce à ce projet, le terrain d'exposition prévu sur l'île de Golzheim (de), au nord du pont d'Oberkassel et ainsi aménagé à des fins d'exposition. Les progrès de l'industrie et de l'artisanat ne doivent pas être les seuls à être exposés, mais aussi les arts décoratifs ainsi que l'art historique et contemporain. Afin de financer une grande salle d'exposition d'art, le futur palais des Arts, Fritz Roeber et l'Association des artistes de Düsseldorf (de) fondent en 1898 une Association pour l'organisation d'expositions d'art (de). Outre l'exposition industrielle et commerciale, ce bâtiment est destiné à offrir aux artistes de Düsseldorf un cadre de présentation permanent.
Les architectes de Düsseldorf Josef Kleesattel (de) et Adolf Schill, ainsi que d'autres membres d'un comité de construction,, sont responsables de la direction architecturale globale de l'exposition à partir de 1901, après le décès inattendu de l'architecte hambourgeois Georg Thielen (de), qui a développé le les plans du site d'exposition pour 168 bâtiments d'exposition. Les deux architectes achèvent également les travaux de conception et de construction du hall industriel principal, dans la conception desquels Guillaume II est intervenu personnellement.

## Exposition
En organisant l'exposition avec environ 2 500 exposants, la ville de Düsseldorf, qui construit vers 1900 le pont d'Oberkassel comme pont permanent sur le Rhin, fait progresser ses rives du Rhin et les redessinent selon les plans de Johannes Radke (de), et construit le tramway électrique. jusqu'à l'entrée de l'exposition dans la zone où se trouve aujourd'hui la Fritz-Roeber-Straße, en tant que capitale d'une région industrielle moderne et en plein essor (de). Le parc des expositions avec 160 bâtiments différents, dont des salles d'art et d'exposition, un parc d'attractions, des restaurants, un panorama dans une rotonde sur le site de l'actuelle Salle de concert ainsi que sa propre centrale électrique, s'étend sur près de deux kilomètres de long et jusqu'à 350 mètres de largeur Les rives du Rhin dans les districts de Golzheim et Pempelfort sur toute l'île de Golzheim, aujourd'hui parc rhénan de Golzheim (de). Dans son intérieur cylindrique, la rotonde panoramique présente la peinture d'histoire de 15 × 120 mètres de la traversée du Rhin de Blücher près de Caub le 1er janvier 1814, peint par Hugo Ungewitter et Gustav Wendling et son assistant Max Clarenbach. De Golzheim, le parc des expositions traverse la Cour d'honneur (de) actuelle jusqu'au jardin de Cour (de). L'un des bâtiments principaux de l'exposition est le Palais des Arts, basé sur les plans des architectes Albrecht Bender et Eugen Rückgauer (de), un bâtiment néo-baroque-éclectique avec un dôme et 14 salles, qui est appelé Palais des Expositions depuis 1912 en raison de la expositions d'art qui s'y déroulent. Dans les années 1925 à 1926 et 1999 à 2000, il est construit par l'actuel musée du palais des Arts. 134 congrès et réunions ont lieu parallèlement à l'exposition. Au final, le fonds de garantie d'un montant initial de trois millions de marks-or, créé en 1898/99 pour financer l'exposition avec parfois de petites sommes provenant des citoyens de Düsseldorf, a généré un excédent d'environ 1,4 million de marks-or.
En particulier, l'industrie minière de la région de la Ruhr – par exemple les entreprises Krupp, Association des mineurs et des métallurgistes d'Hörde (de) et Association de Bochum (de) – acceptent de participer très tôt et construisent de grandes salles pour cette exposition. L'une de ces salles d'exposition, conçue par Bruno Möhring et construite par Gutehoffnungshütte à Oberhausen, est démontée après l'exposition et réutilisée à Mexico, où elle sert encore aujourd'hui à des fins d'exposition sous le nom de Musée universitaire du Chopo (es). Une autre salle de Bruno Möhring est reconstruite à Cologne. Une autre salle est transférée à Bochum, où elle est désormais utilisée pour des salons et des événements musicaux sous le nom de la salle du siècle (de). Le pavillon Köttgen (de) se trouve désormais à Bergisch Gladbach. Les architectures d'exposition en grande partie temporaires associent les nouvelles méthodes de production industrielles et artisanales aux formes de l'Art nouveau, parfois aussi aux formes des mélanges de styles néo-baroques ou éclectiques. La maison en majolique (de) construite dans le Jardin de Cour par la société Villeroy & Boch est un exemple remarquable de l'architecture Art nouveau.
La « rue du Caire » est une expression de l'intérêt pour l'Orient et l'orientalisme. Pendant l’exposition, plus d’une centaine d’Arabes se sont installés dans un « village arabe ». Il y a aussi un « village nubien » peuplé d'une trentaine d'habitants. Le romantisme rhénan (de) contemporain s'exprime à travers une réplique des « ruines du château de Rüdesheim ». Il y a également des répliques de motifs des vallées de Sulden (de) et Ziller